# Майдан Сопотський Перший
Майдан Сопотський Перший (або Сопот, пол. Majdan Sopocki Pierwszy) — село в Польщі, у гміні Сусець Томашівського повіту Люблінського воєводства. Розташоване на Закерзонні (в історичній Холмщині). Населення — 500 осіб (2011).

## Історія
1835 року вперше згадується унійна церква в селі.
За даними етнографічної експедиції 1869—1870 років під керівництвом Павла Чубинського, у селі Майдан Сопотський переважно проживали римо-католики, меншою мірою — греко-католики, які розмовляли українською мовою.
1944 року польські шовіністи вбили в селі 5 українців.
У 1975—1998 роках село належало до Замойського воєводства.

## Населення
Демографічна структура станом на 31 березня 2011 року:
|          | Загалом | Допрацездатний вік | Працездатний вік | Постпрацездатний вік |
| -------- | ------- | ------------------ | ---------------- | -------------------- |
| Чоловіки | 236     | 39                 | 166              | 31                   |
| Жінки    | 264     | 50                 | 145              | 69                   |
| Разом    | 500     | 89                 | 311              | 100                  |